# フリードリヒ3世・ツー・ザルム＝キルブルク
フリードリヒ3世・ヨハン・オットー・フランツ・クリスティアン・フィリップ（Friedrich III. Johann Otto Franz Christian Philipp Fürst zu Salm-Kyrburg, 1745年5月3日 - 1794年7月23日）は、ドイツ及びネーデルラント地方の小諸侯。ザルム＝キルブルク侯。

## 生涯
ザルム＝キルブルク侯フィリップ・ヨーゼフとその妻でホールネ公マクシミリアン・エマヌエルの間の長女マリア・テレシア（1725年 - 1783年）の間の長男。兄弟姉妹とともにフランス宮廷で育ち、フランス語名のフレデリック・ド・サルム＝キルブール（Frédéric, prince de Salm-Kyrbourg）で呼ばれた。1783年の母の死により断絶したホールネ公家の資産を継承、ブラバント北部ボクステルのスタペレン城などを入手する。1782年から1787年にかけ、パリに私邸オテル・ド・サルムを建設した。
フレデリックは1780年代のネーデルラント連邦共和国において、愛国党の軍事指導者として重要な役目を果たした。神聖ローマ皇帝ヨーゼフ2世が1781年防壁条約を破棄したときは皇帝との交渉役を担い、続く1784年のやかん戦争に際しては軽騎兵8隊、猟兵2隊、歩兵6隊で構成されるライン軍団の司令官に就任した。ホラント州政府は軍団を維持するための給与の支払いを渋るが、愛国党の人々が募金によって軍団に給金を与えた。1787年5月12日、フレデリックは愛国党のためにユトレヒトを占領し、6月28日にはウールデンに歩を進めて愛国党の憎悪の的であった総督夫人・オラニエ公妃ヴィルヘルミーネを逮捕した。ヴィルヘルミーネの兄プロイセン王の派遣したブラウンシュヴァイク公率いるプロイセンの軍隊がネーデルラントを侵略し始めると、フレデリックは戦わずして軍団を退却させ、愛国党の激しい批判を浴びた。フレデリックは姿をくらましたが、おそらくグルムバッハの家領に住む弟モーリッツの許に身を寄せていたと考えられる。1788年、パリに戻っていたフレデリックは、愛国党の指導的政治家ピーテル・パウルスのパリ訪問時に面会を望むが、拒否されている。

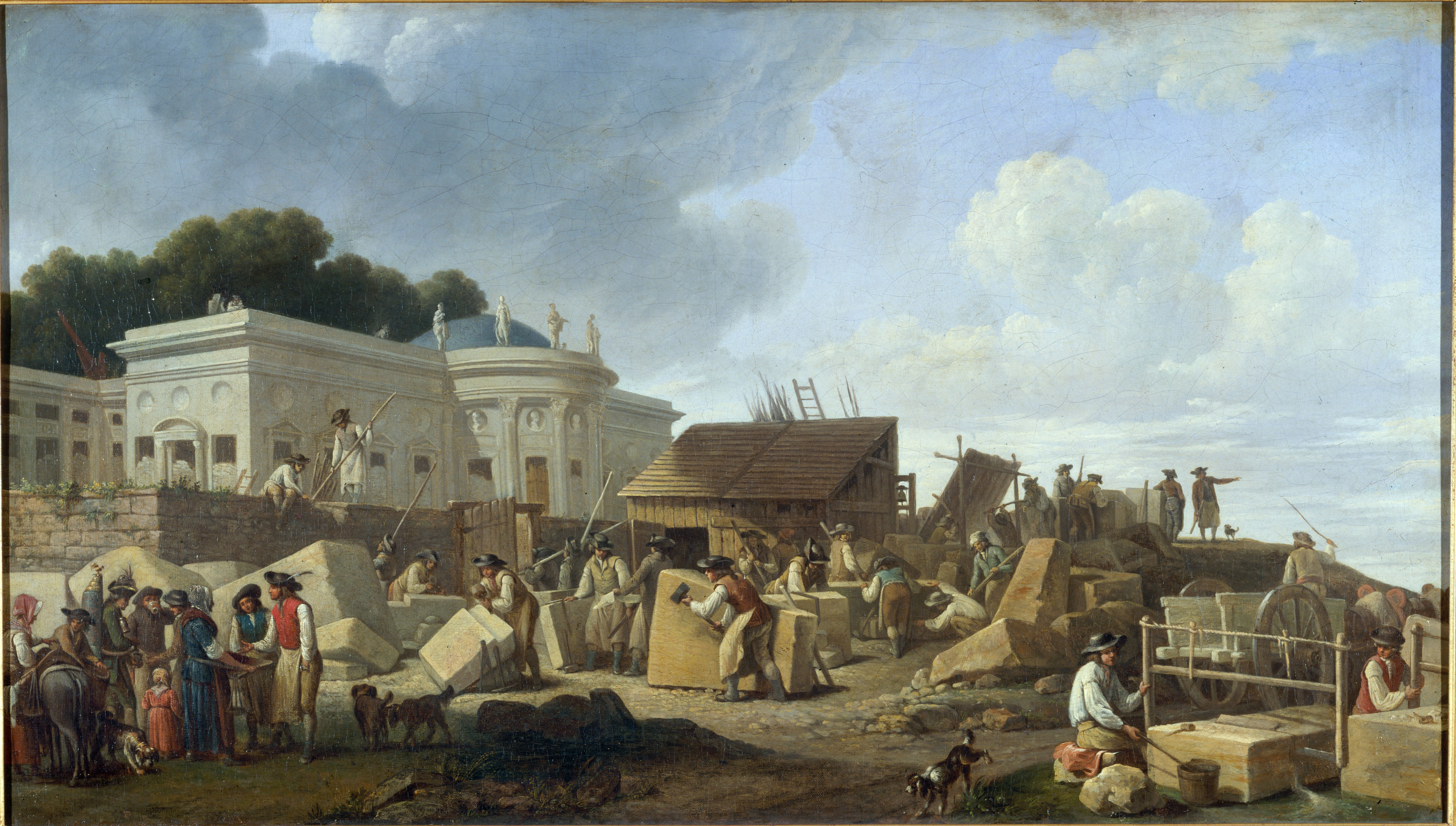
オテル・ド・サルムの建設

自由主義者のフレデリックは、1789年のフランス革命の勃発を好意的に見ていた。1792年12月29日付けの国民公会宛て書簡に自らの領邦主権を放棄してフランス市民となる旨を表明、1793年3月にはザルム＝キルブルク侯領がフランス軍に併合された。1793年1月のルイ16世処刑後、王党派はプロヴァンス伯を中心とするグループと、王妃マリー・アントワネットを指導者と見なすグループに分裂したが、フレデリックは後者に属した。彼の属する王党派グループにはカストラーヌ侯爵、ブロイ公爵、ディロン伯爵、エナン公らがおり、彼らはデュムーリエ将軍の支持者だったが、デュムーリエが1793年4月にクーデタ未遂を起こして失敗すると、その共犯者として追われる身となった。
フレデリックはヴィトリー＝ル＝フランソワに潜伏していたところを捕らえられ、その後は当局の監視下で生活していた。1794年2月13日、反革命派の容疑で逮捕・投獄される。7月4日、カルム監獄の収容者45人が当局によるでっち上げの陰謀を計画したと告発された。その中にはフレデリック、そして妹アメリーの愛人だったアレクサンドル・ド・ボアルネ子爵が含まれていた。2人は7月23日にギロチン刑に処された。テルミドールのクーデターの4日前のことだった。

## 子女
1781年11月29日にストラスブールにおいて、ホーエンツォレルン＝ジグマリンゲン侯女ヨハンナ・フランツィスカと結婚した。彼女は妹アメリーの夫ホーエンツォレルン＝ジグマリンゲン侯アントン・アロイスの妹で、両家間の二重の縁組だった。妻との間には4人の子があった。
- フィリッピーネ・フリーデリケ・ヴィルヘルミーネ（1783年 - 1786年）
- フリードリヒ・ハインリヒ・オットー（1785年 - 1786年）
- フリードリヒ・エマヌエル・オットー・ルートヴィヒ・フィリップ・コンラート（1786年）
- フリードリヒ・エルンスト・オットー・フィリップ・アントン・フルニベルト（1789年 - 1859年） - ザルム＝キルブルク侯

## 引用・脚注
1. ↑  http://de.rodovid.org/wk/Sippe:Salm-Kyrburg
2. ↑  http://www.vonhorn.info/
3. ↑  Christiaens, W. & M. Evers (2002) Patriotse illusies in Amsterdam en Harderwijk, p. 106
4. ↑  Knoops, W.A. & F.Ch. Meijer (1987) Goejanverwellesluis. De aanhouding van de prinses van Oranje op 28 juni 1787 door het vrijkorps van Gouda, p. 30, 63.
5. ↑  S. Schama, Patriots and Liberators, Revolution in the Netherland 1780-1813, p. 129-30
6. ↑  Nieuwe Nederlandse Jaarboeken 1787, 5386.
7. ↑   Vles, E.J. (2004) Pieter Paulus (1753–1796) Patriot en Staatsman, p. 84.
8. 1 2  ブラン、P.311
9. ↑  甥のタルモン公アントワーヌ＝フィリップやその弟のラ・トレモイユ神父シャルル＝ゴドフロワ（1765年 - 1794年）、愛人のロザリー・ルボミルスカはこの派閥に近かった。ブラン、P.313
10. 1 2 3 4  ブラン、P.312
11. ↑  ブラン、P.89